# Ardices lacteatum
Ardices lacteatum là một loài bướm đêm thuộc phân họ Arctiinae, họ Erebidae.